# Retimohnia caelata
Retimohnia caelata is een slakkensoort uit de familie van de Buccinidae. De wetenschappelijke naam van de soort is voor het eerst geldig gepubliceerd in 1880 door Verrill & Smith in Verrill.